# 그노셰시

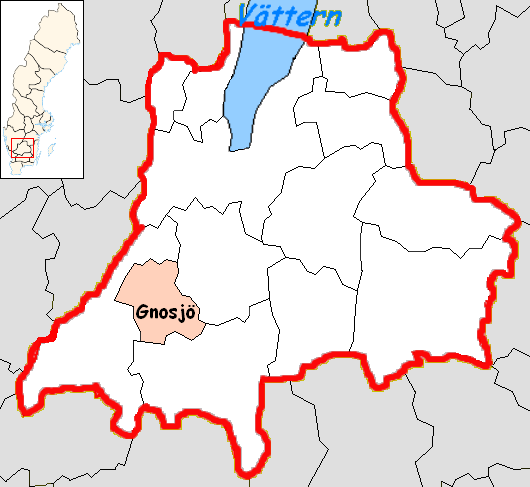
그노셰 시의 위치

그노셰시(스웨덴어: Gnosjö kommun)는 스웨덴 옌셰핑주에 위치한 지방 자치체로 행정 중심지는 그노셰이며 면적은 450.05km2, 인구는 9,615명(2016년 12월 31일 기준), 인구 밀도는 21명/km2이다.

시 문장